# Frumelo
Frumelo foi um caramelo com os sabores de framboesa, maçã-verde, hortelã, uva e abacaxi. O produto tinha o formato quadrado e era colorido artificialmente. A marca lançada inicialmente no começo da década de 1990 pela Lacta pertence atualmente a Cadbury Adams e está descontinuado.

## Letra de música
A bala  é mencionada e faz parte da letra da música Não É Proibido interpretada pela cantora Marisa Monte.